# Горње Прекрижје
Горње Прекрижје је насељено место у општини Крашић, Загребачка жупанија, Хрватска.

## Историја
До територијалне реорганизације у Хрватској било је у саставу старе општине Јастребарско.

## Становништво
На попису становништва из 2011. године, Горње Прекрижје је имало 50 становника.
| Број становника према пописима | Број становника према пописима | Број становника према пописима | Број становника према пописима | Број становника према пописима | Број становника према пописима | Број становника према пописима | Број становника према пописима | Број становника према пописима | Број становника према пописима | Број становника према пописима | Број становника према пописима | Број становника према пописима | Број становника према пописима | Број становника према пописима | Број становника према пописима |
| ------------------------------ | ------------------------------ | ------------------------------ | ------------------------------ | ------------------------------ | ------------------------------ | ------------------------------ | ------------------------------ | ------------------------------ | ------------------------------ | ------------------------------ | ------------------------------ | ------------------------------ | ------------------------------ | ------------------------------ | ------------------------------ |
| 1857                           | 1869                           | 1880                           | 1890                           | 1900                           | 1910                           | 1921                           | 1931                           | 1948                           | 1953                           | 1961                           | 1971                           | 1981                           | 1991                           | 2001                           | 2011                           |
| 135                            | 166                            | 181                            | 197                            | 199                            | 208                            | 157                            | 138                            | 167                            | 155                            | 112                            | 111                            | 78                             | 76                             | 49                             | 50                             |